# 洛坎普頓區政府
洛坎普頓區政府（英語：Rockhampton Region）是澳大利亞昆士蘭州中部之洛坎普頓的地方政府；2008年，經合併4個地方政府而成立，預估所統籌的政府預算有澳幣1億3240萬。
洛坎普頓是繼布里斯本、伊普斯威奇與圖翁巴之後，州內的第4個自治市；當時轄境僅有13平方公里。

## 區議會
區議會有議席10座，分由10個選區各自票選出1名議員；區長為直選；任期皆為4年一屆。